# اولاخان-کیوئل
اولاخان-کیوئل (روسی: Улахан кюэль) یک دریاچه در استان یاقوتستان کشور روسیه است.